# 어지류
어지류(菸支留, ?~?)는 고구려의 관리이다.

## 생애
환나부(桓那部) 출신이며, 우태(于台)의 관등을 지닌 인물로 132년, 왜산(倭山)으로 왕제 수성(遂成)이 사냥을 갈 때 미유(彌儒), 양신(陽神)과 함께 태조대왕이 너무 늙었다며 수성에게 왕위를 권했다.
이후 그가 왕위에 오르자 147년에 좌보(左輔)로 임명되고 관위도 대주부(大主簿)로 승진되었다. 165년, 그가 살해되자 여러 신하들과 의논한 뒤 신대왕을 다음 왕으로 옹립했다.